# Overheidsschuld

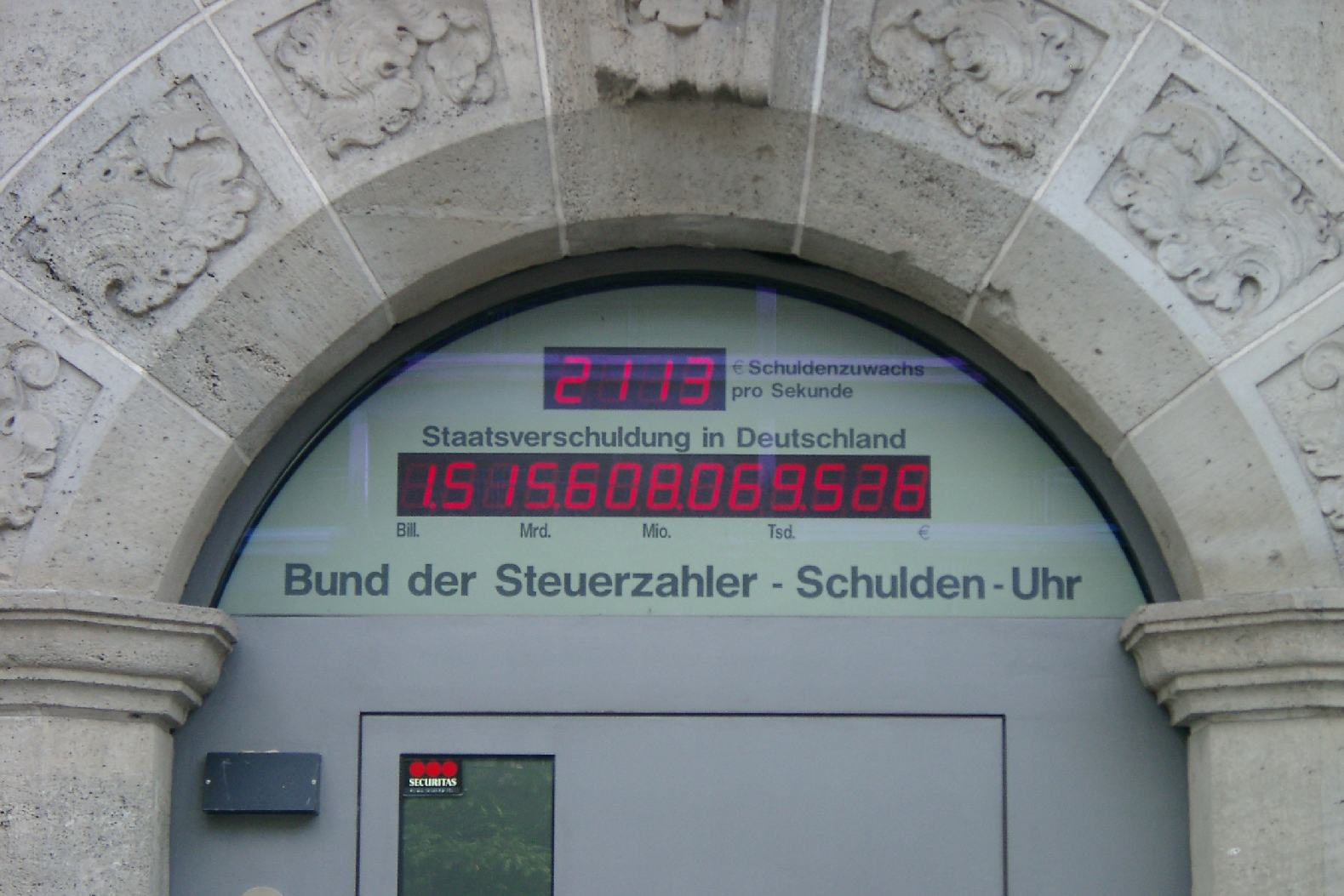
Schuldklok van de Vereniging van belastingbetalers in Duitsland, opgenomen op 29 juli 2006 in Berlijn

De staatsschuld of overheidsschuld omvat het totaal van de schulden van de centrale overheid, de niet-centrale overheden (provincies, waterschappen, gemeenten) en de wettelijke sociale verzekeringsinstellingen. Formeel is de tweede naam juister dan de eerste, daar de staatsschuld officieel een naam is voor alleen de brutoschuld van de federale overheid of de Rijksoverheid.
De staatsschuld van alle landen bij elkaar bedroeg in 2023 circa 98 biljoen dollar, dus circa 94 biljoen euro.

## Definitie
Volgens het Verdrag van Maastricht is de staatsschuld de nominale waarde van alle aan het einde van een periode (jaar, trimester) uitstaande brutoverplichtingen van de overheid, met uitzondering van de verplichtingen waarvan de corresponderende financiële activa door de overheid worden aangehouden. Deze verplichtingen hebben betrekking op chartaal geld en deposito's, effecten met uitzondering van aandelen (exclusief financiële derivaten) en leningen, overeenkomstig de definities van ESR 95.

### Ontstaan staatsschuld
Een staatsschuld ontstaat door een opeenstapeling van tekorten, omdat er, jaar na jaar, meer wordt uitgegeven dan er inkomsten (voornamelijk belastingen) zijn. Wanneer een overheid in een jaar dus meer geld uitgeeft dan er binnenkomt, wordt dit het begrotingstekort genoemd. Bij de uitgaven in dat jaar zijn dan de aflossingen van de staatsleningen meegerekend. Als er geleend moet worden om bestaande leningen af te lossen, zoals bij een begrotingstekort het geval is, loopt de staatsschuld op. Er bestaat ook het begrip financieringstekort. Dit begrip geeft aan in hoeverre de staatsschuld toeneemt of afneemt.

### Verminderen staatsschuld
Men kan de staatsschuld terugdringen door of te bezuinigen, dus de uitgaven te verminderen, of de inkomsten (voornamelijk belastingen) te verhogen. Dit is een politieke keuze.
Een rol speelt ook het tekort of het overschot op de betalingsbalans. In een open economie - een land met veel buitenlandse handel - kan er geld naar het buitenland wegvloeien door meer te importeren dan te exporteren, waardoor de bezittingen in het land toenemen of de schulden toenemen. Omgekeerd kan geld vanuit het buitenland toevloeien waardoor de bezittingen in het land afnemen of de schulden afnemen. Exportbaten komen in eerste instantie terecht bij de winsten van bedrijven, de privé-inkomens of de privévermogens. De belasting die de staat hierover heft, komt wel de staat ten goede. Een overschot op de betalingsbalans genereert dus, indirect, ook inkomsten voor de staat. In Nederland bijvoorbeeld, vloeien er al decennia grote hoeveelheden geld naar de staat toe uit de buitenlandse opbrengst van aardgas, dat maakt de Nederlandse staat als grootaandeelhouder van de NAM rijker.

## Financiering staatsschuld
Een staat kan een staatsschuld scheppen door geld te lenen bij particulieren, bedrijven, organisaties en andere staten. Dit gebeurt meestal door de uitgifte van staatsobligaties. In Nederland leende de staat tot 1995 vooral bij pensioenfondsen en verzekeringsmaatschappijen; nadien vrijwel altijd via obligaties.
Obligaties lopen over het algemeen 10 jaar, maar zowel in het verre als recente verleden zijn ook obligaties met veel langere looptijden succesvol geplaatst. Leningen met een looptijd van 100 jaar kwamen rond het begin van de twintigste eeuw voor. Later zijn, vooral door de toegenomen vraag naar langer lopende waardepapieren, verschillende Europese overheden overgegaan tot het uitgeven van obligaties met een looptijd van 30 jaar.
Ook kan een staat lenen van de eigen centrale bank. Boekhoudtechnisch wordt ook dit als een schuld beschouwd van de staat aan de centrale bank, maar wat er feitelijk gebeurt, is dat de staat de centrale bank aanzet tot geldschepping. De behandeling van het geschapen geld als schuld dient ter beheersing van de hoeveelheid geld die de overheid zo kan laten scheppen, omdat ongelimiteerde geldschepping de neiging heeft om (hyper-)inflatie te veroorzaken. In hoeverre dit middel gebruikt kan worden is afhankelijk van de positie van de centrale bank t.o.v. de staat.

## Staatsschuld in beschouwing tot bbp
De staatsschuld raakt niet 'ontspoord' als het overheidstekort constant is in verhouding tot het bruto binnenlands product (bbp). De schuldquote convergeert naar de verhouding tussen de tekortquote en de nominale groeivoet. Bij een permanent overheidstekort van 1% van het bbp en een bbp-groei van 5% tendeert de schuldquote dus naar 20% en bij een begrotingsevenwicht, waarbij de uitgaven gelijk zijn aan de inkomsten, naar nul. Rekenkundig is de ratio van de Maastrichtnorm: mits het tekort maximaal 3% en de nominale bbp-groei minimaal 5% bedraagt, is de schuld 'houdbaar' op maximaal 3/5 ofwel 60%.
Hieronder een rekenvoorbeeld ter verduidelijking. Het uitgangspunt is een economie met een bbp van 100, waarin de overheid een aandeel heeft van 50. De economie groeit met 5% nominaal per jaar en het overheidstekort is jaarlijks 3%. De staatsschuld is 60 zowel absoluut als uitgedrukt in procenten van het bbp. Onder deze veronderstellingen blijft de staatsschuld als percentage van het bbp nagenoeg stabiel over de berekeningsperiode van 10 jaar. Het absolute bedrag van het tekort stijgt natuurlijk wel.
Vervolgens rekenen we vier alternatieven door, namelijk:
- Scenario 1, alles zoals hierboven beschreven, maar nu een groei van het bbp met 3% (was 5%), de staatsschuld uitgedrukt in procenten van het bbp neemt toe van 60% naar 71%.
- Scenario 2: idem, maar nu groeit de economie sneller met 7% per jaar. De staatsschuld daalt relatief.
- Scenario 3: idem, groei ongewijzigd, maar het overheidstekort daalt naar 1% op jaarbasis. De schuld groeit minder snel en daalt in procenten van het bbp.
- Scenario 4: idem, maar het tekort stijgt naar 5% op jaarbasis. De staatsschuld stijgt fors en krijgt een steeds groter aandeel in het bbp.

| Jaar | bbp | overheids- inkomsten | overheids- uitgaven | tekort | staats- schuld | schuld (% bbp) | scenario 1 | scenario 2 | scenario 3 | scenario 4 |
| ---- | --- | -------------------- | ------------------- | ------ | -------------- | -------------- | ---------- | ---------- | ---------- | ---------- |
| 1    | 100 | 50                   | 53                  | 3      | 60             | 60%            | 60%        | 60%        | 60%        | 60%        |
| 2    | 105 | 53                   | 56                  | 3      | 63             | 60%            | 61%        | 59%        | 58%        | 62%        |
| 3    | 110 | 55                   | 58                  | 3      | 66             | 60%            | 62%        | 58%        | 56%        | 64%        |
| 4    | 116 | 58                   | 61                  | 4      | 70             | 60%            | 64%        | 57%        | 55%        | 66%        |
| 5    | 122 | 61                   | 64                  | 4      | 74             | 61%            | 65%        | 57%        | 53%        | 68%        |
| ...  | ... | ...                  | ...                 | ...    | ...            | ...            | ...        | ...        | ...        | ...        |
| 10   | 155 | 78                   | 82                  | 5      | 95             | 61%            | 70%        | 54%        | 46%        | 76%        |

## Uitgestelde belastingen
Men kan staatsschuld zien als het uitstellen van belastingbetaling tot een latere datum (of naar volgende generaties, die in eerste instantie niets met die schuld te maken hebben), want uiteindelijk kan de staat het grootste deel van zijn uitgaven alleen dekken door het heffen van belastingen.
Het grootste verschil tussen de klassieke en de Keynesiaanse economische theorie bevindt zich dan ook in dit punt als we gaan kijken naar schuldcreatie:
- Klassieken waren van mening dat een overheid zo klein mogelijk diende te zijn. Het maken van schulden mocht alleen in extreme situaties, zoals oorlogsomstandigheden. Deze visie werd later verruimd; de staat mocht geld lenen voor uitgaven die een aantoonbaar rendement opleverden waaruit de rente en aflossing van de schulden kon worden terugbetaald. Voorbeelden van dergelijke uitgaven zijn investeringen in spoorlijnen, havens en elektriciteitsbedrijven. Tegenover de schulden moeten dus bezittingen staan. De zaak blijft dan alleen gezond, als het rendement op de bezittingen opweegt tegen de kosten van de schulden. Als dit evenwicht uitblijft, zullen de belastingen stijgen waardoor particulieren minder gaan investeren, mede omdat de rente kan stijgen aangezien de overheid meer zal gaan lenen. De splitsing in een begroting voor gewone dienst én kapitaaldienst voor investeringen was een gevolg. Voor de gewone dienst moesten lopende uitgaven en lopende inkomsten van de staat in evenwicht zijn - dit wordt ook wel de gulden financieringsregel genoemd - en alleen voor de kapitaaluitgaven mocht geleend worden.
- Keynesianen zien een rol voor de staat om schommelingen in de economie op te vangen. De staat kan economisch stimuleren door investeringen in infrastructuur versneld uit te voeren, subsidies te verstrekken op grote particuliere aankopen of belastingen te verlagen. Combinaties van deze maatregelen zijn vanzelfsprekend mogelijk. Zij vinden dus dat de staat nieuwe schuld moet kunnen maken om de economie ten tijde van een recessie te stimuleren, om dan in tijden van economische opgang de schuld weer af te lossen met het overschot dat dan ontstaat. De gedachte daarachter is dan dat door de stimulans een meergroei ontstaat die de kosten van de stimulering zal dekken.

Teneinde een grote staatsschuld te voorkomen heeft een beperkt aantal landen een extra maatregel geïntroduceerd, een wettelijk schuldplafond. De Verenigde Staten hebben een dergelijke afspraak; bij het bereiken van het maximum (de debt ceiling) worden alle niet-essentiële overheidsactiviteiten gestopt. Het maximum aan schulden werd met grote regelmaat opgehoogd, maar diverse malen zijn voor kortere perioden de overheidsactiviteiten gestaakt.

## Latente staatsschuld
De staat stelt zich ook garant voor risico’s van anderen of gaat verplichtingen aan die in het begrotingsjaar nog niet tot uitgaven leiden. Voorbeelden van garanties die verstrekt worden zijn kredieten aan het midden- en kleinbedrijf, hypotheken, of het verzekeren van goederen voor de export die niet door de private markt gedragen worden. De staat gaat ook verplichtingen aan met betrekking tot internationale financiële instanties zoals bijvoorbeeld het Internationaal Monetair Fonds (IMF) of - van een recentere datum - het European Financial Stability Facility (EFSF). Indien deze instanties om het geld vragen, heeft de staat zich verplicht deze gelden over te maken. Deze garanties worden nog niet gerekend tot de staatsschuld, maar als er eenmaal beroep op wordt gedaan wel.
Nederland: Sinds 2008 bij het ontstaan van de kredietcrisis, heeft de staat extra garanties verstrekt om de stabiliteit van het financiële stelsel te bewaren. Aanvankelijk werden garanties verstrekt aan de Nederlandse financiële sector, bijvoorbeeld in de vorm van garanties op leningen tussen banken. In 2010 zijn deze garanties deels afgebouwd, maar deze daling werd ruimschoots tenietgedaan door de Europese schuldencrisis en de daarmee samenhangende oprichting van de EFSF. Voor Nederland is daardoor het garantietotaal fors opgelopen; begin 2008 bedroeg het garantietotaal nog EUR 66 miljard (ongeveer 12% van het bbp). Naar verwachting zal het totaal opgelopen zijn tot EUR 187 miljard (circa 31% van het bbp) per ultimo 2011.

## Geschiedenis
Het is in de geschiedenis vaak voorgekomen dat staten (in de praktijk meestal de koning of keizer) hun schulden laattijdig, slechts gedeeltelijk of helemaal niet terugbetaalden (staatsbankroet). Om een einde te maken aan de financiële instabiliteit die hiervan het gevolg was, met name bij het financieren van oorlogen, ontstond de behoefte aan een vorm van officieel erkende staatsschuld. Dit leidde in 1694 tot de oprichting van de Bank of England onder het toenmalige koningschap van Willem III. Door die instelling ontvingen de bankiers betalingsgaranties, en het systeem vond later ingang bij andere Europese mogendheden, en nadien over de hele wereld.
Na 1945 werd de overheidsschuld internationaal meer en meer onderhandeld in verdragen, al dan niet in het kader van internationale instellingen zoals het IMF en de Europese Unie. Het kwam nadien meermaals tot crises, zoals de Latijns-Amerikaanse schuldencrisis (1980-1990), en de Europese staatsschuldencrisis (sedert 2009).

## Situatie naar land

### Staatsschuld in Europa

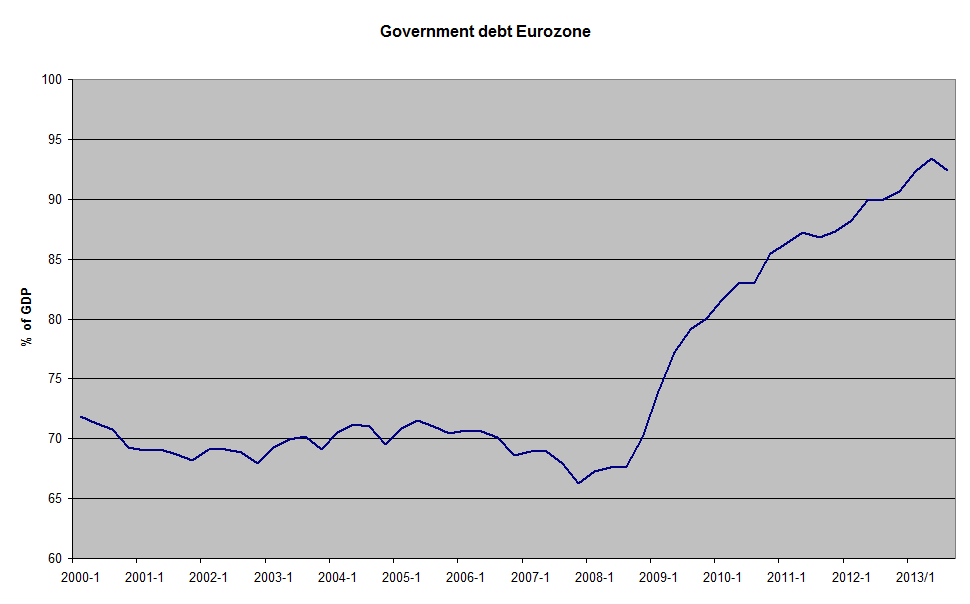
Verloop van de overheids-schuldgraad in de eurozone, 2000-2010

Sinds 2000 was de totale staatsschuld in de eurozone stabiel. Hier kwam een abrupt einde aan bij het uitbreken van de kredietcrisis in 2008. Vanwege de hoge kosten van reddingsoperaties van banken en maatregelen om de consumentbestedingen te stimuleren namen de overheidsuitgaven explosief toe terwijl de inkomsten onder druk kwamen te staan door de aanvankelijk afzwakkende en later scherpe daling van de economische activiteiten. Als gevolg hiervan steeg de staatsschuld significant. Voor de eurozone als geheel lag dit in 2008 op circa 70%; ruim twee jaar later was dit gestegen naar 85% van het bruto binnenlands product (bbp).

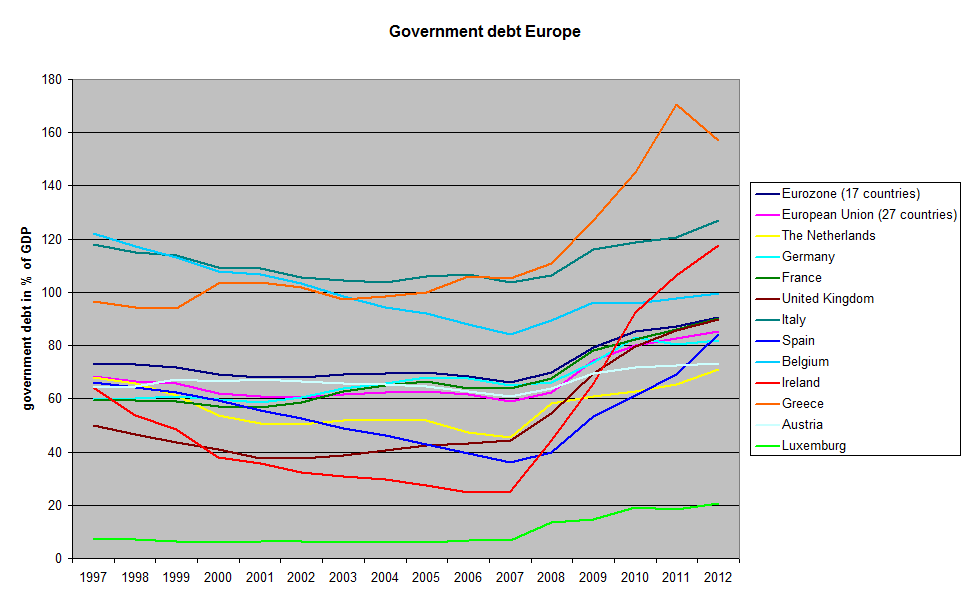
Ontwikkeling overheids-schuldgraad in enkele Europese landen, 1997-2010

De verschillen in de omvang van de staatsschuld per land zijn significant. Griekenland, Italië en België zitten duidelijk aan de bovenzijde van de range met een staatsschuld ongeveer gelijk aan de totale nationale economie. Ondanks de afspraken in het kader van de Europese begrotingsdiscipline om de staatsschuld te reduceren tot 60% van het bbp, bleef die van Griekenland en Italië hardnekkig op het zeer hoge niveau liggen.

Aan de onderzijde prijkt Luxemburg met slechts zo'n 10% aan schulden. Ierland had een zeer lage schuldenlast, dankzij een zeer goed draaiende economie, maar werd fors geraakt door de Europese staatsschuldencrisis van 2010 en later. De Ierse economie daalde met 7,6% in 2009, mede door een instortende huizen- en bouwmarkt. Menig Ier had moeite om de bankleningen terug te betalen en banken leden grote verliezen op oninbare schulden. Om de banken van de ondergang te redden verstrekte de overheid garanties en deed ze kapitaalinjecties met een totale waarde van 45 miljard euro in 2009 en 2010. Dit leidde in 2010 tot een enorm groot begrotingstekort van 32,4% en de Ierse staatsschuld steeg tot 96% in 2010.

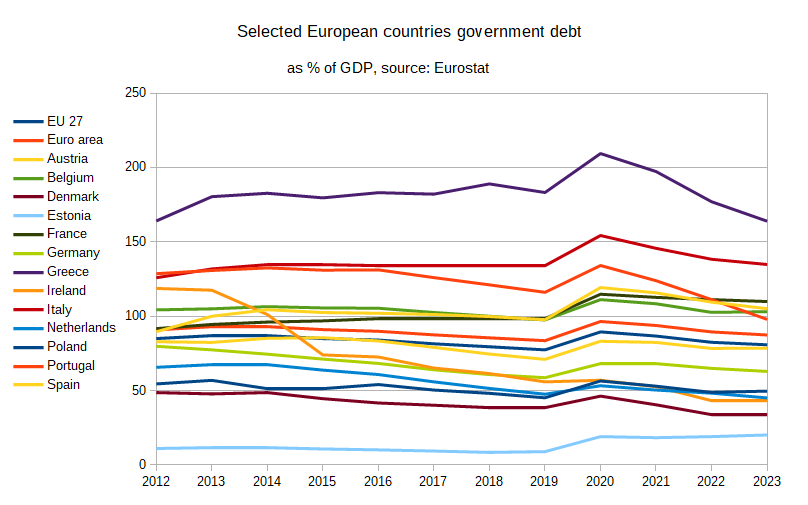
Ontwikkeling government debt ratio 2012-2023

Sedert 2012 ontwikkelde de staatsschuld zich als volgens nevenstaande grafiek. In een aantal landen nam de schuldquote vanaf 2012 nog enkele jaren toe onder invloed van de Europese staatsschuldencrisis, hoewel Ierland zeer goede vorderingen maakte met het verminderen van de schuldquote. In 2020 nam de schuldquote overal toe door de Coronacrisis. In een aantal landen is de schuldquote sedertdien iets gedaald; of dit zich zal voortzetten is nog niet te zeggen. Tijdens de Coronacrisis zagen overheden zich genoodzaakt om op zeer korte termijn zeer omvangrijke steunmaatregelen te treffen waarvoor geld geleend moest worden (stijging van de teller) om een einde te maken aan een snel inzakkende economie (daling van de noemer). Deze steunmaatregelen werden door het IMF gekwalificeerd als "the most vigorous fiscal
and monetary response ever seen".

### Staatsschuld in België
In België bedroeg de federale staatsschuld eind oktober 2014 380 miljard euro, of ongeveer 94% van het bruto binnenlands product (bbp) van 2013. Het Federaal Agentschap van de Schuld is verantwoordelijk voor het schuldbeheer. België voldoet daarmee nog steeds niet aan de Maastrichtnorm die stelt dat de staatsschuld niet meer dan 60% van het bbp mag bedragen (= 241,313 miljard euro)
De schuld van de federale Staat omvat de schuld uitgegeven of overgenomen door de federale overheid, alsook de schuld van andere instellingen (onder meer het ALeSH) waarvoor de Staat tussenkomt in de financiële lasten, met uitzondering van de schuld van de deelstaten (gemeenschappen en gewesten), van de lokale overheden en van de sociale zekerheid. Niet inbegrepen is de door de Staat gewaarborgde schuld waarvan de lasten niet daadwerkelijk door de federale Staat gedragen worden.
De schulden van de gewesten en de gemeenschappen bedroegen in de tweede helft van 2008 9,983 miljard euro.
Van alle eurolanden tekent België in 2025 het grootste begrotingstekort op: 5,5 procent van het bruto binnenlands product, ofwel 35 miljard euro. Dat blijkt uit de ontwerpbegroting die België met zes maanden vertraging indiende bij de Europese Commissie.

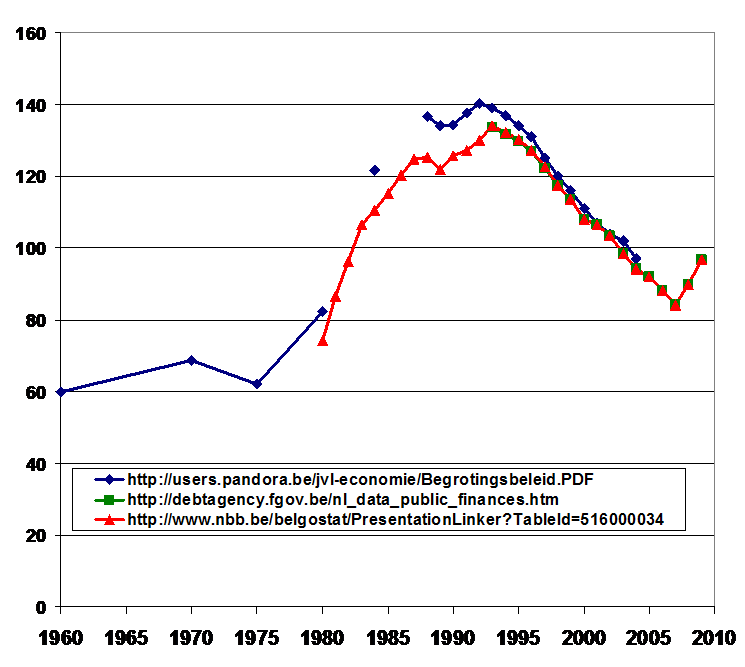
Belgische staatsschuld als percentage van het bbp

### Staatsschuld in Nederland
Het Agentschap van de Generale Thesaurie beheert de staatsleningen op de kapitaalmarkt. De staatsschuld bedroeg in 2008 346 miljard euro, dat is 58,2% van het bruto binnenlands product (bbp). In 2007 werd 9,3 miljard aan rente betaald, de staatsschuld was in 2007 219 miljard euro. Dit was 39,4% van het bbp. In 2006 was dit nog 41,6%. Nederland voldeed daarmee jaren aan de Maastrichtnorm, die voorschrijft dat de bruto staatsschuld ten hoogste 60% van het bruto binnenlands product mag bedragen. In 2008 steeg de staatsschuld in Nederland sterk (met 85 miljard euro) door diverse financiële steunmaatregelen naar aanleiding van de kredietcrisis.
In de jaren tachtig liet de overheid de schuld sterk oplopen.

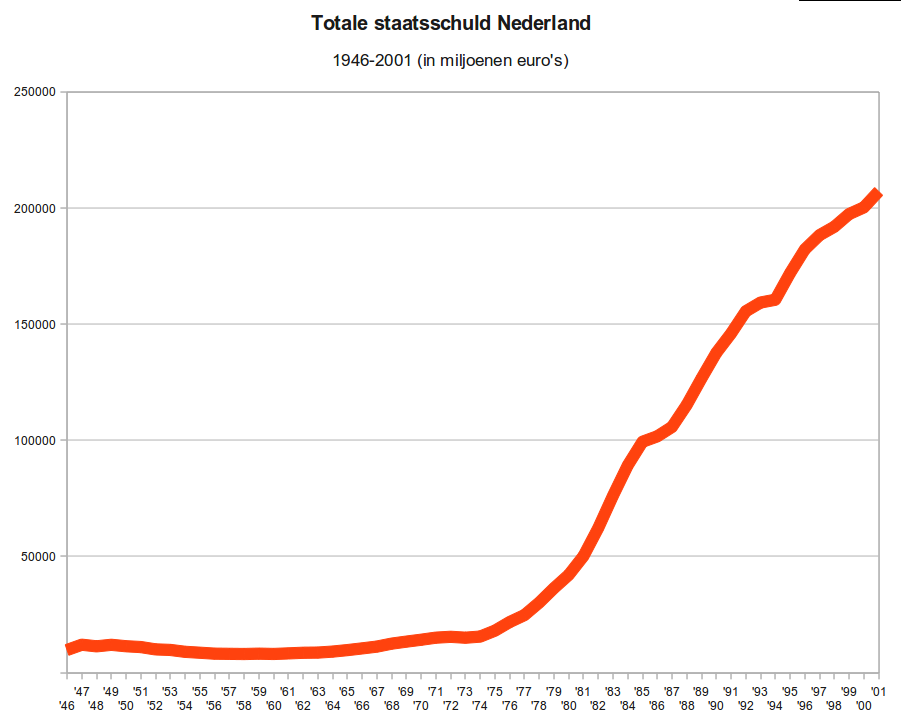
Verloop totale Nederlandse staatsschuld van 1946 t/m 2001 (in miljoenen euro's)

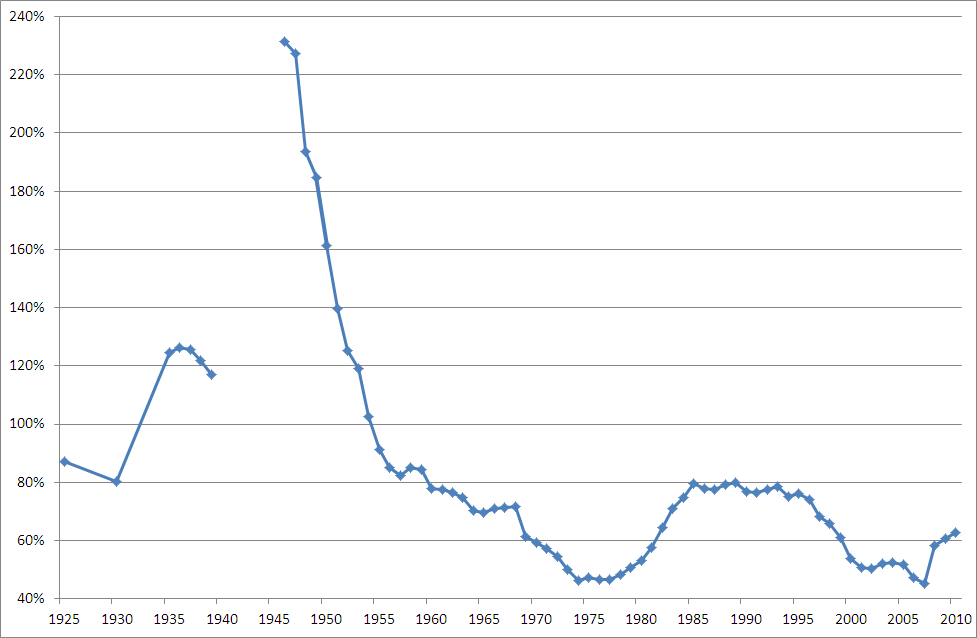
Historie van de staatsschuld als percentage van het bruto binnenlands product (1925-2010).

De grafieken aan de rechterkant tonen het verschil tussen de absolute staatsschuld (bovenste plaatje) en de staatsschuld relatief aan het bbp.
| Jaar | Overheidsschuld (x mln euro) | BBP (x mln euro) | Overheidsschuld (als % bbp) |
| ---- | ---------------------------- | ---------------- | --------------------------- |
| 1900 | 642                          |                  |                             |
| 1905 | 684                          |                  |                             |
| 1910 | 720                          |                  |                             |
| 1915 | 988                          |                  |                             |
| 1920 | 1757                         |                  |                             |
| 1925 | 2264                         |                  |                             |
| 1930 | 2273                         |                  |                             |
| 1935 | 2765                         |                  |                             |
| 1940 | 3690                         |                  |                             |
| 1945 | 10 855                       |                  |                             |
| 1950 | 13 606                       |                  |                             |
| 1955 | 12 219                       |                  |                             |
| 1960 | 14 796                       |                  |                             |
| 1965 | 21 437                       |                  |                             |
| 1970 | 34 429                       | 60 491           | 56,9                        |
| 1975 | 50 555                       | 111 120          | 45,5                        |
| 1980 | 86 491                       | 170 836          | 50,6                        |
| 1985 | 159 632                      | 210 040          | 76,0                        |
| 1990 | 187 345                      | 257 943          | 72,6                        |
| 1991 | 197 306                      | 272 796          | 72,3                        |
| 1992 | 207 659                      | 285 059          | 72,8                        |
| 1993 | 216 607                      | 293 610          | 73,8                        |
| 1994 | 218 266                      | 308 909          | 70,7                        |
| 1995 | 241 459                      | 330 032          | 73,2                        |
| 1996 | 246 449                      | 345 300          | 71,4                        |
| 1997 | 243 270                      | 369 660          | 65,8                        |
| 1998 | 247 875                      | 394 839          | 62,8                        |
| 1999 | 246 600                      | 420 143          | 58,7                        |
| 2000 | 236 233                      | 452 191          | 52,2                        |
| 2001 | 239 037                      | 482 941          | 49,5                        |
| 2002 | 245 253                      | 502 901          | 48,8                        |
| 2003 | 256 822                      | 514 901          | 49,9                        |
| 2004 | 266 661                      | 531 573          | 50,2                        |
| 2005 | 274 598                      | 553 122          | 49,6                        |
| 2006 | 264 472                      | 587 444          | 45,0                        |
| 2007 | 266 545                      | 622 775          | 42,8                        |
| 2008 | 353 866                      | 651 299          | 54,3                        |
| 2009 | 355 057                      | 630 173          | 56,3                        |
| 2010 | 379 043                      | 643 022          | 58,9                        |
| 2011 | 401 579                      | 656 013          | 61,2                        |
| 2012 | 432 723                      | 658 232          | 65,7                        |
| 2013 | 447 293                      | 665 567          | 67,2                        |
| 2014 | 456 083                      | 678 627          | 67,2                        |
| 2015 | 446 274                      | 699 175          | 63,8                        |
| 2016 | 438 495                      | 720 175          | 60,9                        |
| 2017 | 420 444                      | 750 861          | 56,0                        |
| 2018 | 406 040                      | 787 273          | 51,6                        |
| 2019 | 395 441                      | 829 767          | 47,7                        |
| 2020 | 436 123                      | 816 463          | 53,4                        |
| 2021 | 450 239                      | 891 550          | 50,5                        |
| 2022 | 481 145                      | 993 820          | 48,4                        |
| 2023 | 482 228                      | 1 067 599        | 45,2                        |
| 2024 | 492 000                      | 1 136 000        | 43,3                        |

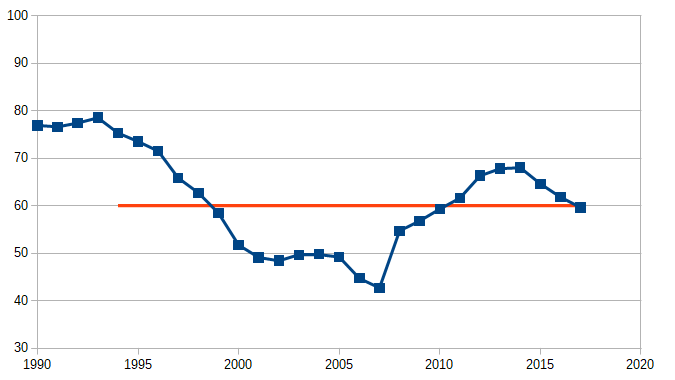
Deze grafiek toont het recente verloop van de staatsschuld als percentage van het bbp. De rode lijn toont de Maastrichtnorm.

In het derde kwartaal van 2024 bereikte de overheidsschuld met 42,2% de laagste stand sinds 1995.
Het Agentschap wil de staatsschuld tegen een zo laag mogelijke rente financieren. Voor de financiering worden leningen met verschillende looptijden uitgegeven. De looptijd varieert van korter dan één jaar op de geldmarkt én 3, 5, 10 en 30 jaar op de kapitaalmarkt. De keuze van de looptijd hangt af van de financieringsbehoefte en de mogelijkheden om op de markt geld op te halen tegen de laagste rente.
In februari 2012 leende de Nederlandse staat voor het eerst in de geschiedenis in Amerikaanse dollars. Met een obligatie met een looptijd van 5 jaar werd 3,27 miljard dollar opgehaald. Het Agentschap wilde 2 miljard dollar lenen, maar dit bedrag werd ruimschoots overtroffen. Op deze lening betaalt de staat 1% rente.
Staatsleningen worden gekocht door mensen of organisaties die geld 'over' hebben. Over het geleende geld wordt een rentevergoeding betaald. De rente die wordt vergoed ligt meestal onder het niveau van leningen aan het bedrijfsleven. Een staat kan slechts bij zeer hoge uitzondering failliet gaan, waardoor de geldgever bijna altijd zijn geld zal terugkrijgen aan het einde van de looptijd. Bedrijven betalen een renteopslag als risicopremie voor de kans dat zij niet aan de verplichting kunnen voldoen om de lening af te lossen.
In Nederland leent de overheid ook direct bij de pensioenfondsen. Door geld van de pensioenfondsen te lenen komt de rente die de overheid over de staatsschuld moet betalen ten goede aan het pensioenfonds. Aangezien de middelen in de pensioenfondsen juridisch eigendom zijn van de toekomstige pensioentrekkers en niet van de staat, is er geen verschil in de verplichtingen van de staat aan die pensioenfondsen, vergeleken met andere geldverstrekkers. De staat dient gewoon de overeengekomen rente te betalen en de schuld aan het einde van de looptijd terug te betalen. In hoeverre pensioenfondsen beleggen in staatsobligaties, beslissen ze volledig zelf. De staat heeft hierin geen zeggenschap, maar heeft wel een vordering op de pensioenfondsen wegens uitgestelde belastingen. De pensioenuitkeringen zijn immers belast met circa 35% belastingen en 5% premie zorgverzekeringswet.
Nederlandse pensioenfondsen hebben veel geld vanwege het toegepaste kapitaaldekkingsstelsel. Voor zover dat ambtenarenpensioenfondsen betreft, wijkt Nederland aanzienlijk af van andere landen. De Nederlandse staat heeft zijn toekomstige pensioenverplichtingen reeds gereserveerd en ondergebracht in deze, overigens zelfstandige, ambtenarenpensioenfondsen. Als men de Nederlandse staatsschuld wenst te vergelijken met die van andere landen, mag men - alleen voor die vergelijking - de staatsschuld verminderen met de bezittingen van de ambtenarenpensioenfondsen. Bovendien kent Nederland de omkeerregel uit het Witteveenkader, die een gemiddeld belastinguitstel van dertig jaar geeft. Ooit zal die belasting voldaan moeten worden en zo bevatten de pensioenfondsen een latente belastingclaim van honderden miljarden. Ultimo 2011 was er 1140 miljard belastingvrij aan pensioenen opgebouwd. De fiscale claim van de overheid hierop is ongeveer gelijk aan de totale staatsschuld.
In de hele discussie over de staatsschuld van een land moet bovendien ook worden gekeken naar de staatsbezittingen. In Nederland zijn dat vooral belangen in delfstoffen. (Nederlandse Gasunie en GasTerra). De Nederlandse overheid gaat echter uit van de bruto staatsschuld:
"De overheidsschuld is een brutoschuldbegrip. Dit betekent dat (financiële) bezittingen van de overheid – bijvoorbeeld de staatsdeelnemingen in Schiphol of de Nederlandse Spoorwegen – niet in mindering worden gebracht op de uitstaande schulden."
Nederland lijkt dan op dit moment al een lage staatsschuld te hebben, maar dat heeft nu geen uitwerking, maar slechts in de toekomst. De verplichtingen die andere landen in de toekomst hebben om pensioenen te betalen, via het zogenaamde omslagstelsel, zullen de pensioenbetalingen dan in de begrotingen moeten opnemen. Nederland heeft dat geld al apart gezet en krijgt het in de toekomst dus gemakkelijker dan andere landen. Omdat Nederland een grote fiscale claim heeft op de pensioenfondsen, heeft het feitelijk al jaren geen staatsschuld meer.
Er is vaak een strijd over waar een eventueel begrotingsoverschot naartoe moet. Aangezien de te betalen rentevergoeding over een bestaande schuld vrijwel altijd hoger is dan de te ontvangen vergoeding over bespaarde gelden, is aflossing van de bestaande schuldverplichtingen voor de hand liggend. Dat is ook het beleid geweest in de jaren waarin de staatsschuld daalde.

#### Staatsbezittingen compenseren volgens de Europese definitie niet voor de staatsschuld
Tegenover de staatsschuld staan de overheidsbezittingen. Op de accountantsdag op 23 november 2011 werden deze bezittingen becijferd op 800 miljard, dat is het dubbele van de staatsschuld. De regering vindt het nut van een Staatsbalans beperkt.
Zoals blijkt uit de staatsbalans en tabel 2.6.5 waren in 2012 de bezittingen van de Staat 411,8 miljard euro en de totale schulden 436,2 miljard euro. Samen is er dus sprake van een negatief vermogen van slechts 24,4 miljard euro. Hierbij is nog geen rekening gehouden met latente belastingclaims op de pensioenbesparingen in het Witteveenkader van circa 400 miljard euro.
Het Financieel Jaarverslag van het Rijk 2012 maakt melding dat het voor de laatste keer deze staatsbalans bevat. Het CBS zal die voortaan jaarlijks produceren in de Nationale Rekeningen. Desgevraagd schreef professor Swank van DNB in 2014 de Tweede Kamer een brief over de uitgestelde belastingen van circa 400 miljard.
De overheid spreekt zelf van een staatsvermogen ultimo 2010 van 380 miljard euro. Dit is dan exclusief de claim op latente belastingen tot eenzelfde bedrag. In 2016 was het saldo van het Nederlandse overheidsbezit gedaald tot 199 miljard positief. Dit is dan exclusief de circa 500 miljard aan nog verschuldigde Box 1-belasting over opgebouwd pensioenvermogen.

### Staatsschuld in ontwikkelingslanden
Veel ontwikkelingslanden hebben moeite met het afbetalen van hun schulden en het betalen van de rente over de staatsschuld. Doordat de landen dit niet kunnen betalen van hun eigen productie, moeten ze nóg meer geld lenen om de rente over de reeds bestaande leningen te kunnen betalen. Over deze leningen moeten zij dan ook weer rente betalen. Aan aflossen van leningen komt men niet toe. De schuld wordt steeds groter, zelfs als er op de lopende rekening geen tekorten meer ontstaan. Er ontstaat een rentesneeuwbal.
Rijke landen, met de Club van Parijs als een voorbeeld in dit kader, proberen soms deze vicieuze cirkel voor arme landen te verbreken door schulden kwijt te schelden. Hierdoor hoeft door een ontwikkelingsland niet te worden afgelost en nemen de renteschulden niet langer opeenstapelend toe.
Door verschillende deskundigen wordt echter beweerd dat het probleem beter kan worden opgelost door de (door de eerste wereld opgelegde) handelsbeperkingen te verminderen, zodat de ontwikkelingslanden meer kunnen exporteren. Hierdoor kunnen ze zelf geld verdienen, hoeft men niet bij te lenen, en neemt de staatsschuld niet meer toe, maar kan zelfs afnemen. Het verschil met de kwijtscheldings-methode is dat het land hierdoor ook economische groei kan doormaken, en dus de economische situatie in de ontwikkelingslanden structureel wordt verbeterd.

### Staatsschuld in de Verenigde Staten
De steeds toenemende staatsschuld van de Verenigde Staten zorgt regelmatig voor onrust in financiële kringen.

## Overheidsschulden begin 2025: omvang en vooruitblik door IMF
De totale overheidsschuld wereldwijd bedroeg, zoals hierboven vermeld, in 2023 circa 98 biljoen dollar, en zal in 2024 vermoedelijk blijken te zijn gestegen tot 100 biljoen dollar, zijnde 93% van het GDP van de gehele wereld.
Het IMF kwalificeerde deze omvang als "very high". Men raamde dat dit percentage in 2030 zou uitkomen op 100%, en waarschuwde dat er goede redenen waren om aan te nemen dat dit nog hoger zou uitkomen. Een (aanmerkelijke) verlaging van deze schulden werd gezien als moeilijk te realiseren: de politieke bereidheid tot belastingverhoging werd gering geacht, terwijl diverse omstandigheden (groene transitie, vergrijzing, defensie) tot extra uitgaven noodzaakten.
Deze situatie werd omschreven als een fiscal policy trilemma:
Many of the aspects relevant for policymakers can be summarized in a fiscal policy trilemma. In an environment of high deficits and high and rising debt, governments everywhere face a seemingly impossible choice involving three incompatible imperatives: (1) irresistible pressures to spend more in a variety of areas, such as defense, climate change, competitiveness, growth, education, health, and infrastructure; (2) an absolute political resistance to taxation; and (3) the objective of macroeconomic stability encompassing public debt sustainability, monetary stability, and financial stability. The trilemma puts countries in abind: if a country caves to spending pressures without raising taxes, deficits and debt will continue to rise, which will eventually prove unsustainable and cause instability.
Enige ramingen van het IMF van de ontwikkeling van de bruto staatsschuldquote (general government gross debt):
| Land/regio          | 2025  | 2026  | 2027  | 2028  | 2029  |
| ------------------- | ----- | ----- | ----- | ----- | ----- |
| Australië           | 49,6  | 48,8  | 47,8  | 46,9  | 46,0  |
| China               | 93,8  | 97,7  | 102,1 | 106,1 | 111,1 |
| G7                  | 126,5 | 128,0 | 129,1 | 130,2 | 131,1 |
| Eurozone            | 88,4  | 88,5  | 88,8  | 88,9  | 89,0  |
| België              | 107,1 | 109,8 | 112,7 | 115,8 | 119,0 |
| Nederland           | 45,1  | 46,2  | 47,2  | 48,1  | 49,3  |
| Duitsland           | 62,1  | 60,9  | 59,9  | 59,0  | 57,8  |
| Frankrijk           | 115,3 | 117,6 | 119,8 | 121,9 | 124,1 |
| Griekenland         | 152,9 | 149,1 | 145,4 | 142,3 | 139,4 |
| India               | 82,6  | 81,7  | 80,8  | 79,7  | 78,4  |
| Indonesië           | 40,7  | 40,6  | 40,3  | 40,0  | 39,6  |
| Italië              | 138,7 | 140,2 | 141,4 | 142,0 | 142,3 |
| Japan               | 248,7 | 246,9 | 245,7 | 244,8 | 245,0 |
| Latin America       | 70,3  | 70,3  | 70,0  | 69,8  | 69,4  |
| MENA                | 44,2  | 44,9  | 45,3  | 45,9  | 46,3  |
| Singapore           | 175,8 | 176,5 | 177,2 | 177,9 | 178,4 |
| Spanje              | 100,7 | 99,6  | 99,1  | 98,0  | 97,1  |
| Sub-Saharan Africa  | 54,2  | 52,0  | 50,1  | 48,5  | 46,9  |
| Verenigd Koninkrijk | 103,8 | 104,9 | 106,1 | 107,3 | 108,3 |
| Verenigde Staten    | 124,1 | 126,6 | 128,4 | 130,2 | 131,7 |